# Aleutština
Aleutština (aleut. Unangam Tunuu) je jazyk patřící do eskymácko-aleutské jazykové rodiny. Celkem má asi 490 mluvčích, 300 ve Spojených státech a 190 v Ruské federaci.

## Nářečí
Hlavními nářečními skupinami jsou východní aleutština, atkanština a attuanština. Na všech nářečích je zřetelný lexikální vliv ruštiny.

### Východní aleutština
Do východní aleutštiny patří nářečí z Unalasky, Belkofskské zátoky, ostrova Akutan, Pribilovových ostrovů, Kašegy a Nikolski. Nářečí z Pribilovových ostrovů má v současné době[kdy?] větší počet mluvčích než jakýkoliv jiný dialekt aleutštiny.

### Atkanština
Atkanská nářečí zahrnují dialekty z Atky a také z Beringova ostrova v důsledku toho, že na začátku 19. století byla část Aleutů z Atky převezena Rusy na pustý Beringův ostrov.

### Attuánština
Attuánské nářečí je dnes již vymřelé. Byl na něm zřejmý vliv obou dalších dialektů, atkanštiny i východní aleutštiny.

#### Mednovská aleutština
Pouze část attuánského nářečí se zachovala díky tomu, že několik Aleutských rodin z ostrova Attu bylo na začátku 19. století Rusy převezeno na ostrov Mednyj kde smíšením ruštiny a právě attuánského nářečí vznikla mednovská aleutština (rusky: Алеутско-медновский язык). Tou v roce 2004 hovořilo pouze 5 lidí z Beringova ostrova, kam byli na konci 60. let 20. století převezení zbývající Aleuté z ostrova Mednyj kteří hovořili mednovskou aleutštinou. Od 7. března 2021 se jedná o mrtvý jazyk.

## Abeceda
Aleutská abeceda má 5 samohlásek a 21 souhlásek:
| Velká písmena (majuskule) | Velká písmena (majuskule) | Velká písmena (majuskule) | Velká písmena (majuskule) | Velká písmena (majuskule) | Velká písmena (majuskule) | Velká písmena (majuskule) | Velká písmena (majuskule) | Velká písmena (majuskule) | Velká písmena (majuskule) | Velká písmena (majuskule) | Velká písmena (majuskule) | Velká písmena (majuskule) | Velká písmena (majuskule) | Velká písmena (majuskule) | Velká písmena (majuskule) | Velká písmena (majuskule) | Velká písmena (majuskule) | Velká písmena (majuskule) | Velká písmena (majuskule) | Velká písmena (majuskule) | Velká písmena (majuskule) | Velká písmena (majuskule) | Velká písmena (majuskule) | Velká písmena (majuskule) |
| ------------------------- | ------------------------- | ------------------------- | ------------------------- | ------------------------- | ------------------------- | ------------------------- | ------------------------- | ------------------------- | ------------------------- | ------------------------- | ------------------------- | ------------------------- | ------------------------- | ------------------------- | ------------------------- | ------------------------- | ------------------------- | ------------------------- | ------------------------- | ------------------------- | ------------------------- | ------------------------- | ------------------------- | ------------------------- |
| A                         | B                         | Ch                        | D                         | F                         | G                         | Ĝ                         | X                         | X̂                         | H                         | I                         | K                         | L                         | M                         | N                         | O                         | Q                         | R                         | S                         | T                         | U                         | V                         | W                         | Y                         | Z                         |
| Malá písmena (minuskule)  |                           |                           |                           |                           |                           |                           |                           |                           |                           |                           |                           |                           |                           |                           |                           |                           |                           |                           |                           |                           |                           |                           |                           |                           |
| a                         | b                         | ch                        | d                         | f                         | g                         | ĝ                         | x                         | x̂                         | h                         | i                         | k                         | l                         | m                         | n                         | o                         | q                         | r                         | s                         | t                         | u                         | v                         | w                         | y                         | z                         |

## Příklady

### Číslovky
| Západní aleutština | Východní aleutština | Česky |
| ataqan             | ataqan              | jedna |
| alax               | aalax               | dvě   |
| qankus             | qaankun             | tři   |
| siching            | sichin              | čtyři |
| chaang             | chaang              | pět   |
| atuung             | atuung              | šest  |
| uluung             | uluung              | sedm  |
| qamchiing          | qamchiing           | osm   |
| sichiing           | sichiing            | devět |
| hatix̂              | atix̂                | deset |

## Vzorový text

### Všeobecná deklarace lidských práv
| aleutsky | Anĝaĝinam huzungis agaxtakuu ingisxigikux̂ ama liidax̂ nagan sahnganaxtada. Txin sakaaĝatal anagis mataxchx̂ida inaqamchix̂ agangudaganasaaĝiiĝutakus ludaangan huzuu ngaan quĝasaatakus. |
| česky    | Všichni lidé se rodí svobodní a sobě rovní co do důstojnosti a práv. Jsou nadáni rozumem a svědomím a mají spolu jednat v duchu bratrství.                                            |